# Udružene žene Banja Luka
„Udružene žene” Banja Luka je nevladina, neprofitna organizacija  osnovana 16. avgusta 1996. godine u Banja Luci, Bosni i Hercegovina, sa ciljem da radi na unapređenju  društvenog položaja žene, i njenog prava na život bez nasilja u porodici i javnom životu.
U toku 2012. godine, udruženje je započelo transformaciju iz udruženja građanki u fondaciju u skladu sa važećim Zakonom o udruženjima i fondacijama u Bosni i Hercegovini. Transformacija je izvršena i rešenjem Osnovnog suda Banja Luka br. F-2-2/12 od 3. aprila 2012. godine, „Udružene žene“ Banja Luka su овим актом transformisane u Fondacijа „Udružene žene“ Banja Luka.

## Istorija
Nakon osnivaнјa 1996. godine prve aktivnosti Udruženja bile su na osnaživanju žena u gradskim i seoskim sredinama u Bosni i Hercegovini radom  na programima humanitarnog i edukativnog karaktera, koji se odvijao kroz sredeće aktivnosti:
- podelu krava i koka nosilja ženama u selima u graničnim područjima između dva entiteta u Bosni i Hercegovini,
- podela plastenika ženama povratnicama i izbeglicama,
- ginekološki pregledi,
- osnovni kursevi korištenja računara,
- kursevi engleskog jezika za žene u seoskim i gradskim sredinama u Republici Srpskoj...

Svim ovim aktivnostima obuhvaćene se žene svih životnih dobi, nacionalnog opredeljenja, socijalnog i obrazovnog statusa, bez diskriminacije po bilo kojoj osnovi, sa ciljem zaštite ženskih ljudskih prava u svakodnevnom životu.

Od 1996. godine kada je „Udružene žene“ Banja Luka osnovano do danas ono se razvilo u...
prepoznatljivu organizaciju civilnog društva u Bosni i Hercegovini koja radi na pružanju direktnih servisa za žene žrtve rodno zasnovanog nasilja putem besplatnog i rodno senzibilisanog pravnog savjetovanja, SOS telefona, i sigurne kuće za žene i djecu žrtve nasilja. Pokrenule smo i realizovale brojne programe javnog zalaganja usmjerene na unapređenje zakona i javnih politika u oblasti zaštite ženskih ljudskih prava i ravnopravnosti polova u praksi.

## Vizija, misija i strateški pravci
Vizija
Vizija Fondacija Udružene žene Banja Luka je da sve žene postanu svesne sopstvene moći, ravnopravne, poštovane, zaposlene i srećne.
Misija
Fondacija Udružene žene Banja Luka se zalaže za život žena i dece bez nasilja i povećanje uticaja žena u javnom i političkom životu kroz promociju i zaštitu ženskih ljudskih prava u Bosni i Hercegovini.
Strateški pravci
- Sprečavanje nasilja protiv žena
- Jačanje uloge žena na mjestima odlučivanja.[3]

Vrednosti
- Profesionalizam u radu (kroz timski rad, koji obavlja stručan, odgovoan i  edukovan kadar).
- Istrajnost i doslednost(dugogodišnja posvećenost ostvarenju vizije, od početka do završetka).
- Feminizam (poštovanje feminisitičkih principa delovanja).
- Empatija (saosećanje sa svim problemima žena i dece).
- Aktivizam (apremnost u svakom trenutku da sečlanice udruženja organizuju i deluju na prevazilaženje raznih oblika diskriminacije žena).
- Solidarnost (koja se ostvariuje krpoz zajedničko delovanje sa partnerskim organizacijama i pojedinkama).
- Posvećenost zaštiti ženskih ljudskih prava
- Težište na potrebama žena i dece.[3]

## Spoljšanje veze
- „Udružene žene” Banja Luka Веб странива Фондације